# Герб Зеленодольского района (Татарстан)
Герб Зеленодо́льского муниципального района Республики Татарстан Российской Федерации.
Герб утверждён Решением № 120 Совета Зеленодольского муниципального района 15 декабря 2006 года.
Герб внесён в Государственный геральдический регистр Российской Федерации под регистрационном номером 269 и в Государственный геральдический реестр Республики Татарстан под № 55.

## Описание герба
«В зелёном поле на лазоревой оконечности, обременённой серебряным поясом и тонко завершённой тем же металлом, золотая ладья с серебряным парусом, обременённым положенным в перевязь золотым  кадуцеем, имеющим вместо жезла молот; все части кадуцея тонко окаймлены червленью».

## Символика герба
Главная фигура герба — ладья — символически отражает одну из главных отраслей экономики района — судостроительство. В городе Зеленодольске расположен судостроительный завод им. А. М. Горького.
Изображение молота на парусе символизирует одно из ведущих промышленных предприятий района — Производственное объединение «Завод им. Серго» (ПОЗИС).
Кадуцей (в данном случае молот, обвитый змеями) является символом успешной торговли.
Зелёный цвет щита указывает на название района, делая герб гласным. Кроме того, зелёный цвет — символ природы, здоровья, экологии, жизненного роста.
Лазурь (синий цвет) — символизирует Волгу, играющую важную роль в хозяйственной жизни района.
Серебряный пояс аллегорически показывает федеральную трассу Москва-Казань М7, пересекающую район. Серебро также является символом чистоты, совершенства, мира и благополучия.
Лазурь — символ чести, благородства, духовности.
Золото — символ урожая, богатства, стабильности и уважения.
Червлёный (красный цвет) — символ труда, силы, мужества, красоты.

## История герба
15 декабря 2006 года Совет Зеленодольского муниципального района утвердил Положение о гербе Зеленодольского муниципального района. Гербом района стал герб города Зеленодольска образца 1998 года с оставлением порядкового номера 269 в Государственном геральдическом регистре.
Идея герба: Михаил Деркунский (Каменск-Шахтинский), Сергей Когогин (Зеленодольск).
Геральдическая доработка герба произведена авторской группой Геральдического совета при Президенте Республики Татарстан и Союза геральдистов России в составе:
Рамиль Хайрутдинов (Казань), Радик Салихов (Казань), Ильнур Миннуллин (Казань), Константин Мочёнов (Химки), Оксана Афанасьева (Москва), Вячеслав Мишин (Химки), Кирилл Переходенко (Конаково).